# 楊宏勝
楊宏勝（1886年—1911年10月10日），或作洪勝，字益三，湖北襄陽谷城人，清末革命黨人。武昌起義前的清晨，楊宏勝被清朝湖廣總督瑞澂下令處死，與彭楚藩、劉堯澂一同殉難，是為「彭劉楊三烈士」。

## 生平
楊宏勝幼年務農，後投武昌綠營軍，不久轉為湖北新軍，在第三十標任正目（今稱班長）。此間他結識孫武、彭楚藩等，退伍後，開小店作為反清革命據點。1911年3月參加文學社，9月湖北革命軍臨時總指揮部成立後負責交通運輸軍火。10月9日晚運軍火過程中不利，臉部炸傷，因而被清軍拘捕。
10日清晨，瑞澂下令，彭楚藩、劉堯澂、楊宏勝三人在督署东辕门被斩首，當晚新軍中的革命份子人心惶惶，兩名革命黨人金品臣、程定國因值勤時睡覺，與哨長（即今排長）陶啟聖發生衝突，槍擊陶啟聖，軍營大亂，共進會總代表熊秉坤立即宣布起事，武昌起義發動。

## 紀念
武昌有以三人姓命名的彭刘杨路。1931年在他们被處死的湖广总督府东辕门旧址，现武昌造船厂东大门内建立了「三烈士亭」，亭中立石碑一块，上书「彭刘杨三烈士就义处」。1991年武昌首义80周年之际武昌区人民政府举办首义文化节，在武昌阅马场树起了彭刘杨三烈士的塑像。

## 影視
- 1981年台灣電影《辛亥雙十》 凌峰飾楊宏勝
- 2005年中国大陆电视剧《武昌首義》 薛天志飾楊宏勝